# العليوة (العدين)

تعديل مصدري - تعديل

العليوة محلة تابعة لقرية ثعوب، التابعة لعزلة خباز بمديرية العدين إحدى مديريات محافظة إب في الجمهورية اليمنية.، بلغ تعداد سكانها 113 حسب تعداد اليمن لعام 2004.